# Aquileo Díaz Virgen
Aquileo Díaz Virgen fue un político y maestro mexicano, miembro del Partido Revolucionario Institucional. Nació en Colima, Colima, el 27 de febrero de 1924, siendo hijo de los maestros Francisco Onésimo Díaz López y de Celsa Virgen Perez. Fue presidente municipal de la ciudad de Manzanillo del estado de Colima en el periodo 1979 a 1981. Fue senador suplente de Griselda Álvarez, por lo que a su elección como gobernadora del estado, ocupó la senaduría, tomando protesta el 4 de octubre de 1979. El 17 de febrero de 1984 se hizo cargo del Departamento de Servicios Regionales de la USED-SEP en Manzanillo. Murió en Manzanillo, Colima, el 3 de noviembre de 2001. 